# Cornelhan (Erau)
Cornelhan (en francès Corneilhan) és un municipi occità del Llenguadoc, situat al departament de l'Erau, a la regió d'Occitània].